# Lucius Cossonius Gallus

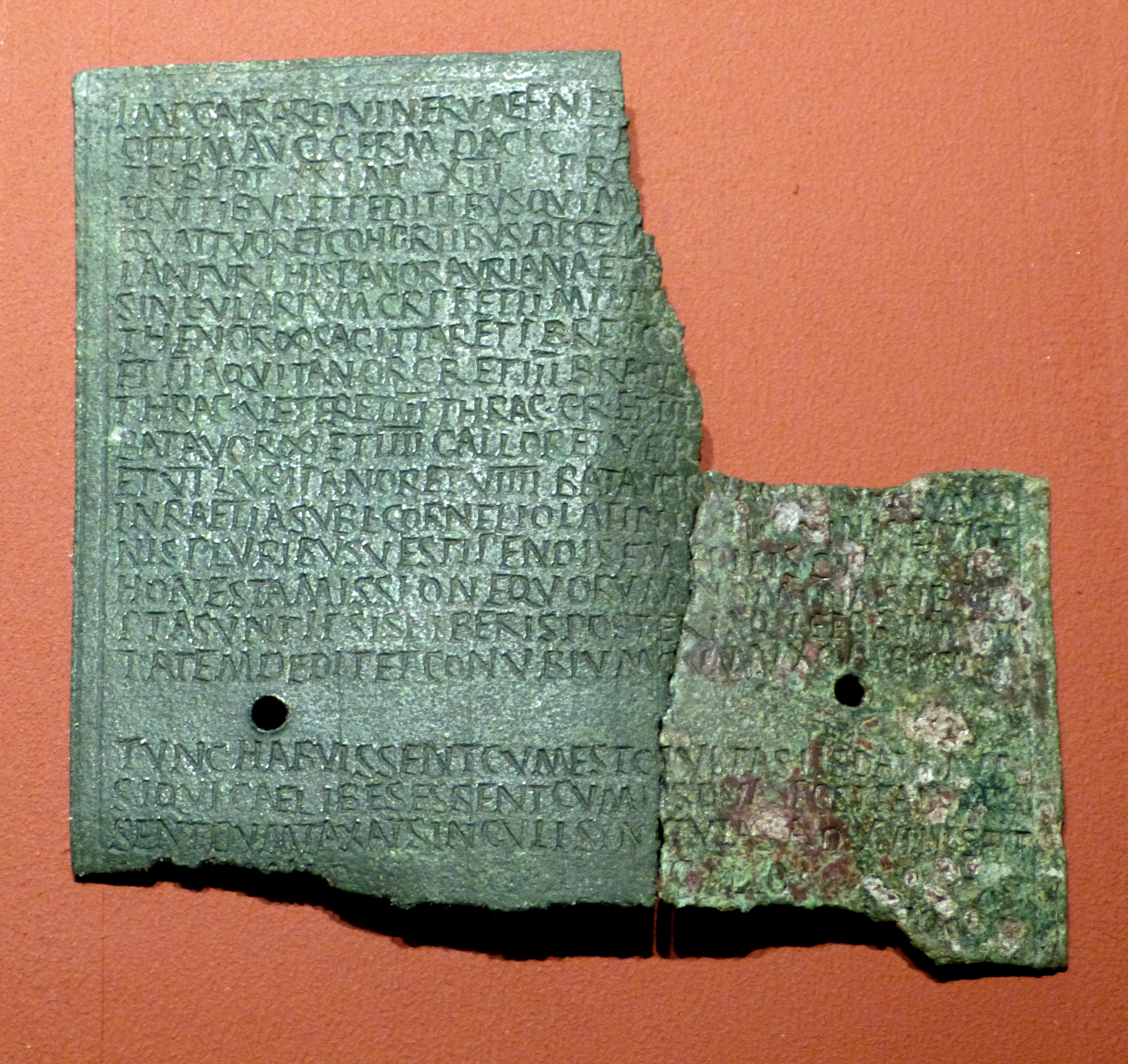
Das Militärdiplom von 117 n. Chr.

Lucius Cossonius Gallus war ein römischer Politiker und Senator.
Gallus’ vollständiger Name ist Lucius Cossonius Gallus Vecilius Crispinus Mansuanius Marcellinus Numisius Sabinus. Er diente als Tribun in der legio XXI Rapax. Da diese nach allgemeiner Ansicht im Jahr 92 an der Donau vernichtet wurde, kann er spätestens zu dieser Zeit bei der Legion gewesen sein. Vor 100 war  Gallus triumvir capitalis (Vorsteher der Gefängnisse), danach wurde er Legat in der Provinz Asia. Um 111 war Gallus Statthalter (Prokonsul) von Sardinien. Durch ein Militärdiplom, das auf den 16. August 117 datiert ist, ist belegt, dass er 117 zusammen mit Publius Afranius Flavianus Suffektkonsul war. Zuvor war Gallus von ca. 113 bis 115 Statthalter (Legatus Augusti pro praetore) von Galatien und Pisidien gewesen, im Anschluss an den Konsulat war er von ca. 118 bis 120 Statthalter (legatus Augusti pro praetore) von Judäa. Er ist der erste bekannte konsulare Statthalter der Provinz Iudaea.